# Кангранде I делла Скала

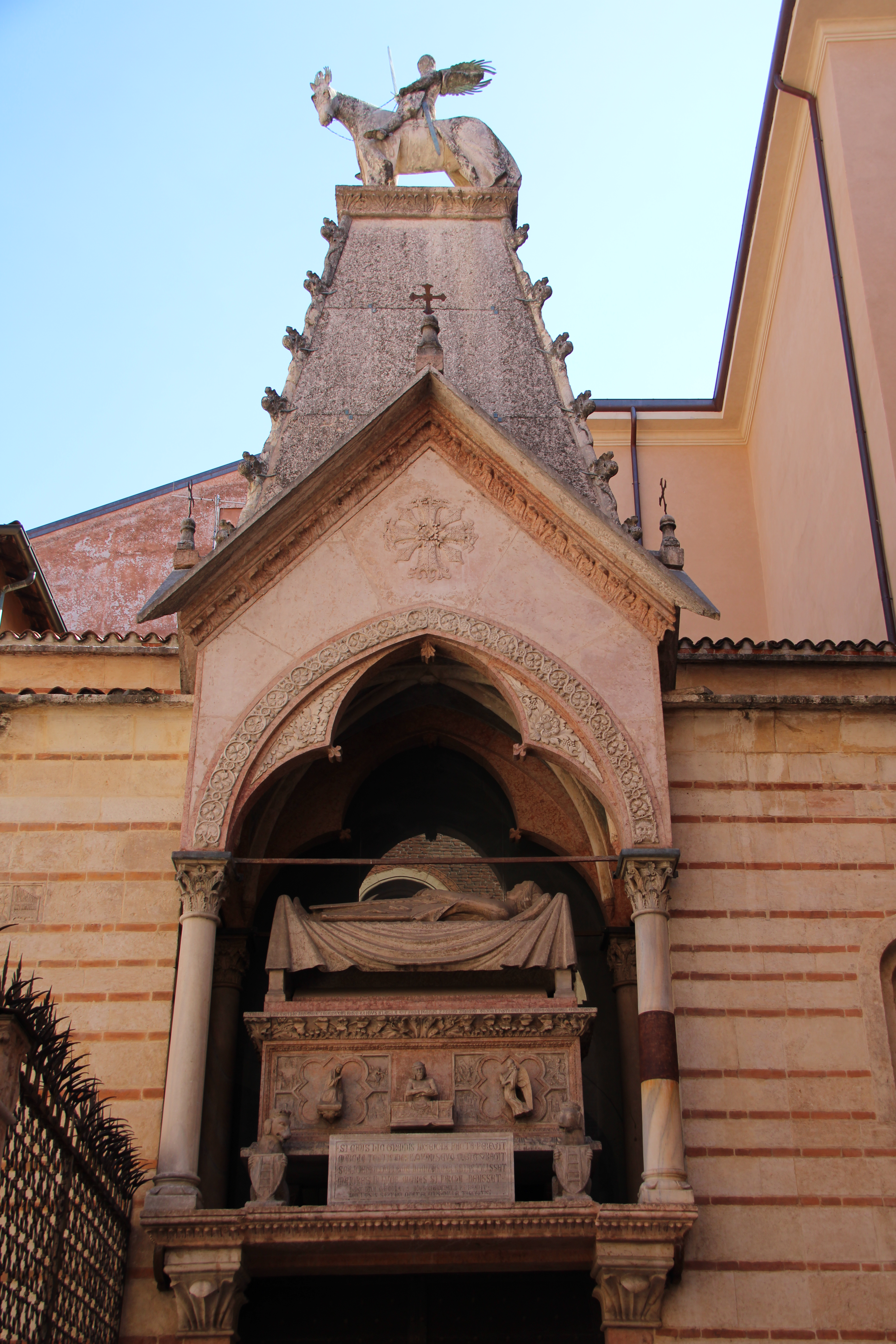
Саркофон Кангранде I делла Скала

Кангранде I делла Скала (італ. Cangrande I della Scala; 9 березня 1291 — 22 липня 1329) — синьйор Верони у 1311—1329 роках, покоровитель, художників, скульпторів, поетів, зокрема Данте.

## Життєпис

### Молоді роки
Походив з династії Скалігери. Третій син Альберто I, синьйора Верони, та Верде да Саліццоло. При народженні отримав ім'я Франческо. Замолоду виявив військовий хист, отримавши прізвисько Кангранде. Стосовно його значення серед дослідників існують суперечності. Одні вважають, що воно перекладається як великий собака, оскільки Скалігери скрізь полюбляли виставляти зображення псів. Інші перекладають ім'я як великий хан (кан — хан, гранде — великий), що відноситься до посилення контактів та популярності в Італії Аргун-хана, монгольського володаря в Малій Азії, Месопотамії та Персії, який носив титул ільхана. Ймовірно італійці вважали Ільхан на ім'я.
1294 року Кангранде делла скала було висвячено на лицаря. У 1301 році після смерті батька опинився під опікою старшою брата Бартоломео I. Того часу Кангранде опанував політичну та адміністративну науку. Після смерті Бартоломео I почав активніше брати участь в державних справах Верони.
Протягом 1305—1308 років брат участь у війнах з родом Есте. Того часу померла його мати. У 1308 році оголошений співволодарем та спадкоємцем брата Альбойно і капітаном народу, тобто очільником веронського війська. Того ж року оженився з представницею роду Антіохія.
1308—1309 роках брав участь у боротьбі між гвельфами і гібелінами в Пармі, П'яченці, Фіденці. 1310 року імператор Священної Римської імперії Генріх VII Люксембург надав Кангранде разом з його братом Альбойно посаду імперського вікарія. Разом з імператором брав участь у захоплені Віченци та Брешії.

### Синьйор
Після смерті брата у 1311 році перебрав владу у Вероні. Поставив за мету розширити державу та зміцнити її кордони. Того ж року втрутився у справи Брешії, де переміг гвельфів. Разом з тим підкорив Віченцу, отримавши посаду вікарія імперії, остаточно видано акт на це 28 січня 1312 року. Кангранде I поставив подестою Віченци родича Федеріко делла Скала. Це викликало конфлікт з Падуєю.
Доволі швидко Кангранде I завдав поразки падуанському війську, а потім захопив важливу фортецю Монтегальда. Після цього повернувся до своїх володінь, чим війну було затягнуто. Війська Падуї розрізали володіння Скалігерів навпіл, атакувавши контадо Віченци. війська Скалігерів зазнали поразки у битві при Торрі-де-Квартісоло. У відповідь Кангранде I делла Скала стрімко рушив до Віченци, організувавши оборону. Ворог не зміг захопити місто й відступив до Маростіци. В свою чергу делла Скала сплюндрував передмістя Падуї. Війська останнього сплюндрували частину контадо Верони.
Оскільки ця війна завдавала значної економічної шкоди, а Кангранде I не зміг досягти бажаної перемоги, то він звернувся до Вернера фон Хомбурга, імператорського військового намісника в Ломбардії. В свою чергу Падуя уклала союз з родом Есте. Незважаючи на низку перемог Кангранде I знову не зміг досягти переламу у війні. Розрахунок на допомогу з боку імператора Генріха VII, який оголосив Падую позбавлену прав і привілеїв, виявилася марною, оскільки він помер 1313 року. В 1313 та 1314 роках супротивники обмінялися перемогами, але без певної перемоги. Але у листопаді 1314 року Кангранде I у битві при Сан-П'єтро (неподалік від Віченци) завдав падуанському війську нищівної поразки, захопивши весь обоз. В результаті в жовтні того ж року був укладений договір з Падуєю, за яким Кангранде I делла Скала остаточно був визнаний синьйором Віченци.
Кангранде I у 1315 році рушив на допомогу Пізанській республіці, урядом якої керували гібеліни. У битві при Монтекантіні завдав поразки військам Флорентійської республіки (прихильника гвельфів). Того ж року допоміг Пассеріно Бонакольсі захопити околиці Кремони.
1317 року визнав імператором Фрідриха III Габсбурга, що викликало гнів з боку папи римського Іоанна XXII, який був союзником Людовіка IV Віттельсбаха. Натомість Кангранде I уклав союз з Маттео I Вісконті, синьйором Мілану проти Падуї та Брешії. Під час облоги останньої мілано-веронськими військами землі Верони було атаковано військами Падуї, яких підтримав рід Сан-Боніфачо — давнього ворога делла Скала.
Спочатку було завдано рішучої поразки при Віченці, після цього делла Скала вдерся до контадо Падуї. При цьому звернувся до Венеції, яка була гарантом мирного договору 1314 року. При цьому домігся призначення подести Модени свого родича Федеріко делла Скала. Допомогу у війні проти Падуї надало Горицьке графство та Вісконті. Війська союзників захопили міста Есте і Монтаньяна, захопивши значну частину падуанського контадо. У лютому 1318 року Падуя, перебуваючи в складному становищі погодилася поступитися Кангранде I захопленими володінням та повернула до Падуї гіббелінів, союзників делла Скала.
1318 року делла Скала сприяв захопленню Бонакольсі Кремони. Проте в цей час подесту Кангранде I було вигнано з Модени родом Мірандола. Спроба відновити владу делла Скала в цьому місті виявилася невдалою.
По поверненню до Верони Кангранде I делла Скала 1319 року схвалив новий Міський статут Верони, який регулював торгівлю та ремесла, управління міста. Синьйору було надано права вищого судді під час суперечок торговців та ремісників. Водночас налагодив гарні стосунки з Венеціанською республікою, що сприяла торгівлі. Для торговців звів великі комори на березі річки Адідже. Разом з тим розпочав зведення потужних укріплень навколо Верони.
Водночас розпочав підготовку до вторгнення до маркграфства Тревізо. Для цього забезпечив підтримку Падуї, де допоміг посісти провідне місто дружньому роду Каррара. Протягом другої половини 1318 року захопив значну частину Тревізької марки, проте саме місто взяти не вдалося.
Взимку на чолі військ гібелінів північної Італії взяв в облогу Геную, де владу взяли гвельфи. В цей момент проти Кангранде I делла Скала та його союзника Маттео Вісконті виступив Роберт I, король Неаполю, який змусив гібеллінів відступити від Генуї та залишити Емілію.
У 1319 році вступив у конфлікт з імператором Фрідрихом III Габсбургом щодо володінням Тревізо. Тоді Кангранде I визнав імператором Людовіка IV Баварського. За це папа римський Іоанн XXII, що став союзником Габсбургом наклав на делла Скала анафему. На це Кангранде I делла Скала не зважив, розпочавши нову війну проти Тревізо. Зрештою був укладений мир, за яким місто переходило Генріху Горицькому. Проте війська делла Скала залишилися в контадо Тревізо.
Здобувши ці успіхи делла Скала вирішив повністю підкорити Падую, яка поринула у чвари. Тому Якопо да Каррара звернувся до Фрідриха III Габсбурга, погодившись отримати від нього імператорського вікарія, яким став Генріх Горицький. Це не зупинило Кангранде I, який продовжив війну, де за його відсутності облогові війська Падуї зазнали поразки. Зрештою у жовтні 1320 року укладено мир, за яким Кангранде I залишив землі Падуї і Тревізо, окрім 4 фортець і міста Бассано.
У лютому 1321 року, скориставшись внутрішньою боротьбою у містах Фельтре, Серравале і Беллуно, вигнав рід де Каміно і захопивши ці міста. 1322 року підтвердив вірність Людовіку IV, який переміг Фрідриха III у битві при Мюльдорфі. 1323 року уклав союз з Пармою, Феррарою і Міланом. У 1324 році розпочав нову кампанію проти Падуї і Тревізо.
У 1325 році практично захопив Падую, проте під тиском Людовіка IV відступив. Тоді втрутився у справи Модени на боці гібелінів. Але в цей час довелося придушити змову родича Федеріко делла Скала в Віченці. Протягом 1325—1326 років в союзі з Каструччіо Кастракані успішно діяв проти гвельфів Емілії та Тоскани.
У 1327 році зустрів імператора Людовіка IV, що до Північної Італії, який затвердив усі завоювання делла Скала, але не зміг отримати імператорський вікаріат на Падую. В Мілані Кангранде I делла Скала 31 травня того ж року брав участь у коронації імператора.
1328 року сприяв заколоту Гонзага проти Бонакольсі в Мантуї, згодом маючи намір повністю захопити це місто. У вересні того року зумів практично без спротиву захопити Падую. Для зміцнення влади в цьому місті оженив свого небожа Мастіно на представниці роду Каррара.
У березні 1329 року Кангранде I делла Скала отримав громадянство Венеції, що збільшило значущість синьйора Верони. Після цього отримав від Людовіка IV посаду імператорського вікарія Мантуї. Походу проти цього міста завадила ситуація в Тревізо, де тамтешні гібеліни готові були здати місто делла Скала. В липні захопив область Тревізо, але пороте помер через 5 днів. Владу успадкували небожі Мастіно II та Альберто II.

## Родина
Дружина — Джованна, донька Коррадо ді Антіохія
дітей не було
8 бастардів